# 西尔伯霍恩大街站
西爾伯霍恩大街站（德語：U-Bahnhof Silberhornstraße）是一座慕尼黑地铁2、7号线位于上吉兴-雉鸡园的一座车站。本站得名于同名街道西爾伯霍恩大街，而来源于十九世纪的天主教牧师约翰·内波穆克·西爾伯霍恩（德語：Johann Nepomuk Silberhorn）。